# Pterocelastrus tricuspidatus
Pterocelastrus tricuspidatus är en benvedsväxtart som först beskrevs av Jean-Baptiste Lamarck, och fick sitt nu gällande namn av Wilhelm Gerhard Walpers. Pterocelastrus tricuspidatus ingår i släktet Pterocelastrus och familjen Celastraceae. Inga underarter finns listade.

## Bildgalleri

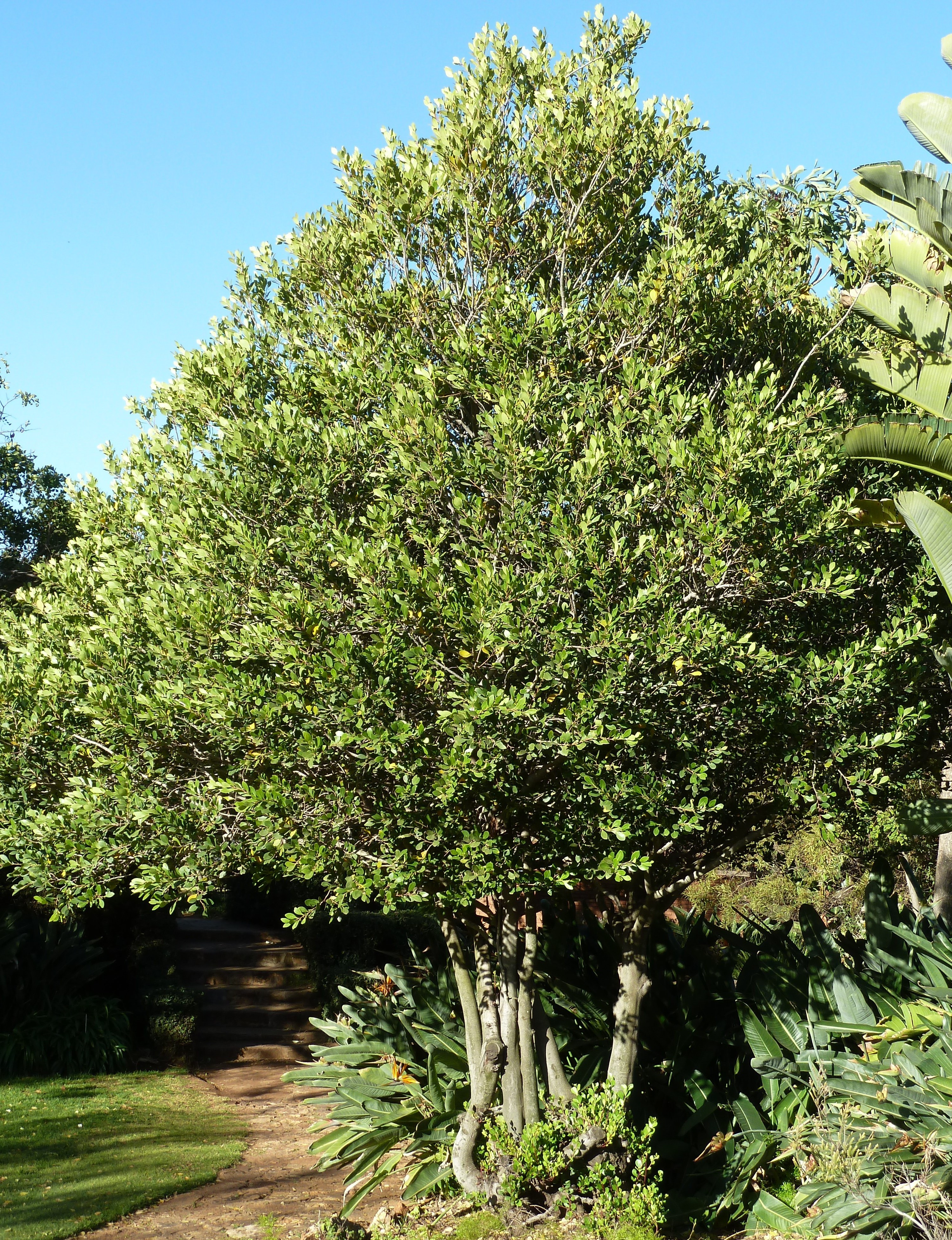